# Xenofrea fractanulis
Xenofrea fractanulis är en skalbaggsart som beskrevs av Tavakilian och Néouze 2006. Xenofrea fractanulis ingår i släktet Xenofrea och familjen långhorningar. Inga underarter finns listade i Catalogue of Life.